# Champions on Ice

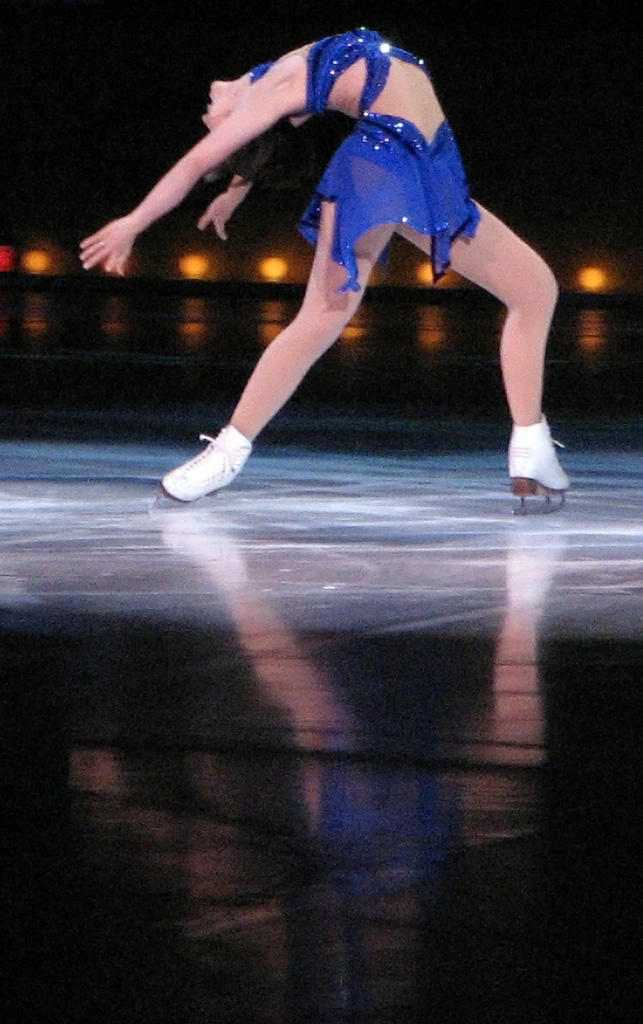
Выступление Сидзуки Аракавы на шоу Champions on Ice в 2006 году

Champions on Ice (с англ. — «Чемпионы на льду») — американское гастрольное ледовое шоу. В нём выступали как профессиональные фигуристы, так и фигуристы-любители, а также другие участники, такие как акробаты на коньках. Шоу прежде всего было сосредоточено на сольных выступлениях участников, а не на групповых номерах или разыгрывании историй.
Первоначально тур проводился компанией Tom Collins Enterprises. Коллинз впервые организовал шоу после чемпионата мира по фигурному катанию 1969 года. Сперва оно носило название «Тур чемпионов мира по фигурному катанию» (англ. Tour of World Figure Skating Champions), и в нём участвовали лучшие фигуристы-любители, выступавшие по договоренности с Международным союзом конькобежцев (ISU). Когда ISU либерализовал правила своего любительского статуса в 1990 году, Коллинз начал привлекать в шоу профессиональных фигуристов, а также участников, продолжавших соревновательные карьеры. В 1998 году шоу получило название «Чемпионы на льду».
В ноябре 2006 года Anschutz Entertainment Group и Серхио Кановас приобрели права на Champions on Ice. AEG являлось владельцем американского подразделения шоу, а Серхио Кановас владел брендом в остальном мире. В 2008 году «Чемпионы на льду» отменили свой тур и заключили партнёрство со Stars on Ice. В 2012 году обновлённые «Чемпионы на льду» Серхио Кановаса начали международные гастроли, главной звездой который был Евгений Плющенко.
Среди фигуристов, долгое время участвовавших в туре, были Брайан Бойтано, Виктор Петренко, Мишель Кван и Тодд Элдридж.
В 2019 году в России было создано ледовое шоу с таким же названием, но на русском, организатором которого выступил тренер Этери Тутберидзе. Олимпийская чемпионка 1994 года Оксана Баюл, выступавшая в оригинальном шоу за авторством Коллинза, подметила, что Тутберидзе «банально сплагиатила не только концепцию, но и сам бренд».